# (21463) Nickerson
(21463) Nickerson (1998 HX78) – planetoida z pasa głównego asteroid okrążająca Słońce w ciągu 3,77 lat w średniej odległości 2,42 j.a. Odkryta 21 kwietnia 1998 roku.